# 386
Cette page concerne l'année 386  du calendrier julien. Pour l'année 386 av. J.-C., voir 386 av. J.-C. Pour le nombre 386, voir 386 (nombre).
L'année 386 est une année commune qui commence un jeudi.

## Événements
- 23 janvier : Valentinien II, sous l’influence de sa mère Justine favorable à l’homéisme, autorise les réunions des ariens par une constitution impériale ; la loi provoque la démission de Benivolus, le magister memoriae orthodoxe de la cour de Milan[1].
- 16 février[2] : Jean Chrysostome commence sa prédication à Antioche[3].
- 26 février : loi de Théodose adressée au préfet du prétoire d'Orient Cynégius interdisant de déterrer et de vendre les reliques des martyrs[4].
- 27 mars-2 avril, Milan : conflit des Basiliques pendant la Semaine sainte. Valentinien et son entourage réclament à Ambroise de Milan l'accès à la Basilica Nova, pour la célébration de la fête de Pâques par les homéens ; l'évêque, soutenu par le peuple refuse de la livrer. Le Dimanche des Rameaux (29 mars) Valentinien envoie des troupes pour faire le siège de la basilique Portiana, situé hors des murs. Ambroise résiste et s'enferme avec ses fidèles dans l'église[1].
- 19 juin : transfert des reliques des martyrs Gervais et Protais dans la Basilica Apostolorum de Milan, inventées par Ambroise de Milan pour maintenir la ferveur du peuple à la foi catholique et à son évêque face au pouvoir impérial pro-arien[5].
- Août : conversion d’Augustin au christianisme. Il renonce à l’enseignement et se retire à Cassiciacum, près de Milan[6]. Il met fin à ses projets matrimoniaux après la lecture de la vie de Saint Antoine[7].
- Automne : invasion des Greuthunges (Goths) sur le bas Danube, conduit par leur roi Odotheus. Battus par le général romain de l'infanterie de Thrace Promotus lors du passage du fleuve, ils regagnent leur pays[8].
- 12 octobre : Théodose Ier célèbre à Constantinople la victoire de ses troupes sur les Greuthunges par un triomphe. Une colonne historiée est édifiée à cette occasion[9].

- Les Türk Tuoba (T'o-pa, Tabghatch), dirigés par Daowudi (en) (386-409), de son nom personnel Tuoba Gui (T’o-Pa Kouei), créent la dynastie des Wei du Nord (386-534) et absorbent ou détruisent les autres tribus barbares installées en Chine du Nord jusqu’en 439[10].
- Gildon devient comte d’Afrique romaine[4].
- Libanios, un ami de l'empereur Julien et porte-parole des religions anciennes, fait un discours plein de passion à Antioche En défense des temples[11], témoignant de l'abandon progressif des temples païens, qui sont détruits ou tombent en ruine, sauf ceux qui sont transformés en église.

- Marcel, évêque d’Apamée, fait détruire le temple de Zeus Bélos dans sa ville[12].
- Reconstruction de l’église Saint-Paul-hors-les-murs à Rome[4].

## Naissance en 386
- Cunedda, roi légendaire de Bretagne.

## Décès en 386
- Aelia Flacilla, épouse de Théodose[13].